# Мейсонье, Морис
Морис Мейсонье (фр. Maurice Meyssonnier; 12 февраля 1903, Алжир — 12 декабря 1963, Ницца) — французский государственный деятель, был главным палачом во французском Алжире. Семья Мейсонье была связана с такого рода занятиями начиная с XVI века.
Мейсонье наряду с другими приговорами привёл в исполнение приговор о гильотинировании женщины (Мадлен Мутон, фр. Madeleine Mouton, в 1948), последнем в Алжире, ставшим предредпоследним гильотинированием женщины во Франции и её колониях.
Его сменил на посту его сын Фернан Мейсонье, который с малых лет помогал отцу и в конце концов стал последним палачом во французском Алжире. При этом он формально никогда не назначался на эту должность, так как она сохранялась за его отцом несмотря на то, что последний перестал приводить в исполнение смертные приговоры.
Мейсонье был коммунистом по своим политическим убеждениям, что не мешало ему, помимо отправления обязанностей палача, содержать свой бар.